# Шпански врт
Традиционални шпански врт је стил врта или дизајнираног пејзажа развијен у историјској Шпанији. Посебно у САД, термин се обично користи за стил дизајна баште са формалним аранжманом који одражава, обично не баш прецизно, врсту плана и садње развијене у јужној Шпанији, укључујући принципе и елементе из преседана у древним персијским вртовима, Римском врту, исламском врту, и великим маварским баштама (историјски познатим као ријади) из ере Ал Андалуз на Пиринејском полуострву.
У другим деловима Шпаније, јавни паркови и велике баште су више под утицајем италијанског врта, француског парка, па чак и енглеског пејзажног врта. Шпанија има различите климатске услове, посебно у погледу надморске висине и падавина, па су модерне шпанске баште веома разнолике у складу са тим. Шпанско урбано становање дуго је садржавало више станова него малих кућа, а малим кућама традиционално недостају предње баште, често само поплочано двориште са малим лејама уз зидове и простор за биљке у саксијама. До недавно, „праве“ баште су се углавном налазиле на селу или уз веома велике урбане куће, али неки модерни приградски објекти имају баште сличне онима у северној Европи и Северној Америци.

## Традиције
Традиционално, врт има централне укрштене осе, ка четири стране цвета, са дугим језерцима или воденим каналима, смештен у ограђеном дворишту. У квадрантима су биле воћке и мирисне биљке. Дакле, карактеристична чулна искуства су освежавајућа хладноћа, влажност, звуци, зеленило и мирис. Ова врста баште је компатибилна са шпанском климом сунца и топлоте. Хлад се обезбеђује коришћењем аркада, пергола, решетки и баштенских павиљона. Керамички елементи и плочице се често користе: у воденим елементима; за структурне, декоративне и елементе за седење; и као поплочавање и у грнчарству.

## Епохе историјског дизајна
Шпанија има дугу традицију прављења башта. Значајне баште су направили:
- досељеници из Картагињанског и Римског царства; на пример, Палмерал из Елчеа у Аликантеу,
- племство, хришћани у шпанском средњем веку,
- исламски владари и занатлије Ал Андалуза, маварског Иберијског полуострва или шпанских територија, посебно у данашњој Андалузији у јужној Шпанији; на пример, Алхамбра, Хенералифе у Гранади,[4]
- занатлије Мудехари након Реконкисте; на пример, Алказар у Севиљи,[5]
- католички монарси током шпанске ренесансе, шпанске готике и шпанског барока; на пример, Краљевска палата Ла Гранха де Сан Илдефонсо,
- земљопоседничке и пословне династије током романтичног и модерног периода; на пример, Парк Гвељ,
- грађански пројекти и изложбе; на пример, парк Марије Лујзе и Шпански трг у Севиљи,
- у Шпанији 21. века, баште дизајнирају дизајнери башта и пејзажа, хортикултуристи, уметници, архитекте и пејзажне архитекте; на пример, јавни отворени простори олимпијског села за Олимпијске игре у Барселони 1992. или јавни простори за Универзалну изложбу Севиље Експо '92.

Многе историјске баште су заштићене ознаком баштине, Jardín histórico.

## Галерија
- Врт лавова у парку Марије Лујзе у Севиљи
- Врт у Севиљи
- Парк Марије Лујзе у Севиљи
- Врт Алхамбра у Гранади
- Врт Алказара у Севиљи
- Врт Алказара у Кордоби
- Врт музеја Сорола у Мадриду
- Башта Алказабе у Малаги
- Врт у Севиљи
- Врт Алказара у Херезу
- Гнезда птица које је изградио Гауди у зидовима терасе парка Гвељ.